# Баст
Баст, Ба́стет, Бубасті́да (грец. Bubastis) — давньоєгипетська богиня, первісно богиня сонця, пізніше захисниця вагітних жінок.
Греки ототожнювали Баст із Артемідою.

## Функції
Баст була дочкою бога сонця Ра, іноді розглядалася як аспект Ра, коли він щоночі вбиває змія Апепа. Вона поділяла двоїстий характер з іншими божествами-напівкотами — Сехмет і Маахес, могла бути як лагідною, так і жорстокою. Часом Баст, Сехмет і Маахес вважалися різними формами того самого божества. На півдні Єгипту її ототожнювали з богинею Мут.
Головною функцією Баст було захищати вагітних жінок і новонароджених фараонів.

## Іконографія
За Середнього царства уявлялася в образі кішки, а за Нового — як жінка з головою кішки. Баст зображалася з численними атрибутами: систром, який символізував Ісіду, менатом, ростком папіруса, веджатом. Іноді біля її ніг зображалася група кошенят. У формі кота вона могла тримати в лапі ніж, яким розчленовувала Апепа. На ранніх зображеннях Баст крім того символізує північ.

## Культ Баст
Поклоніння Баст відоме вже з найранішої історії Єгипетської держави. Але найбільшої популярності її культ досягнув за Пізнього царства і Греко-Римського періоду. Центром її культу було місто Бубастіс.
Єгиптяни вірили, що наприкінці року настають «дні демонів», коли потрібно просити допомоги в Баст про захист. Амулети з зображенням кішок на честь Баст слугували популярними подарунками на свято Нового року. Кішки як священні тварини богині, муміфікувалися та захоронювалися в Бубастісі.

## Галерея

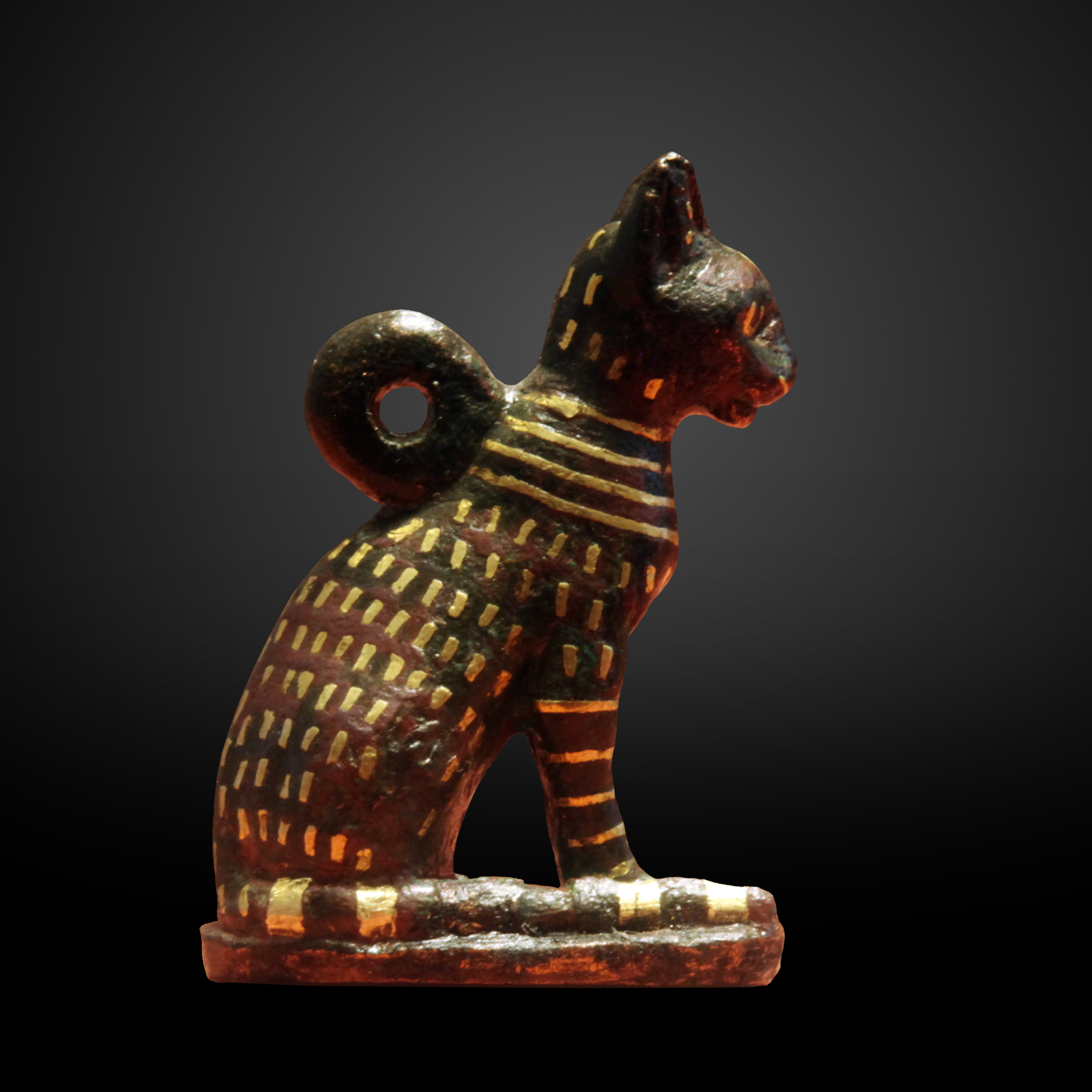
Амулет Баст, між 1069 та 664 до н. е.
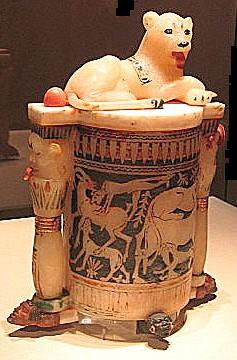
Скринька для косметики з зображенням Баст у формі левиці, бл. 1323 р. до н. е.
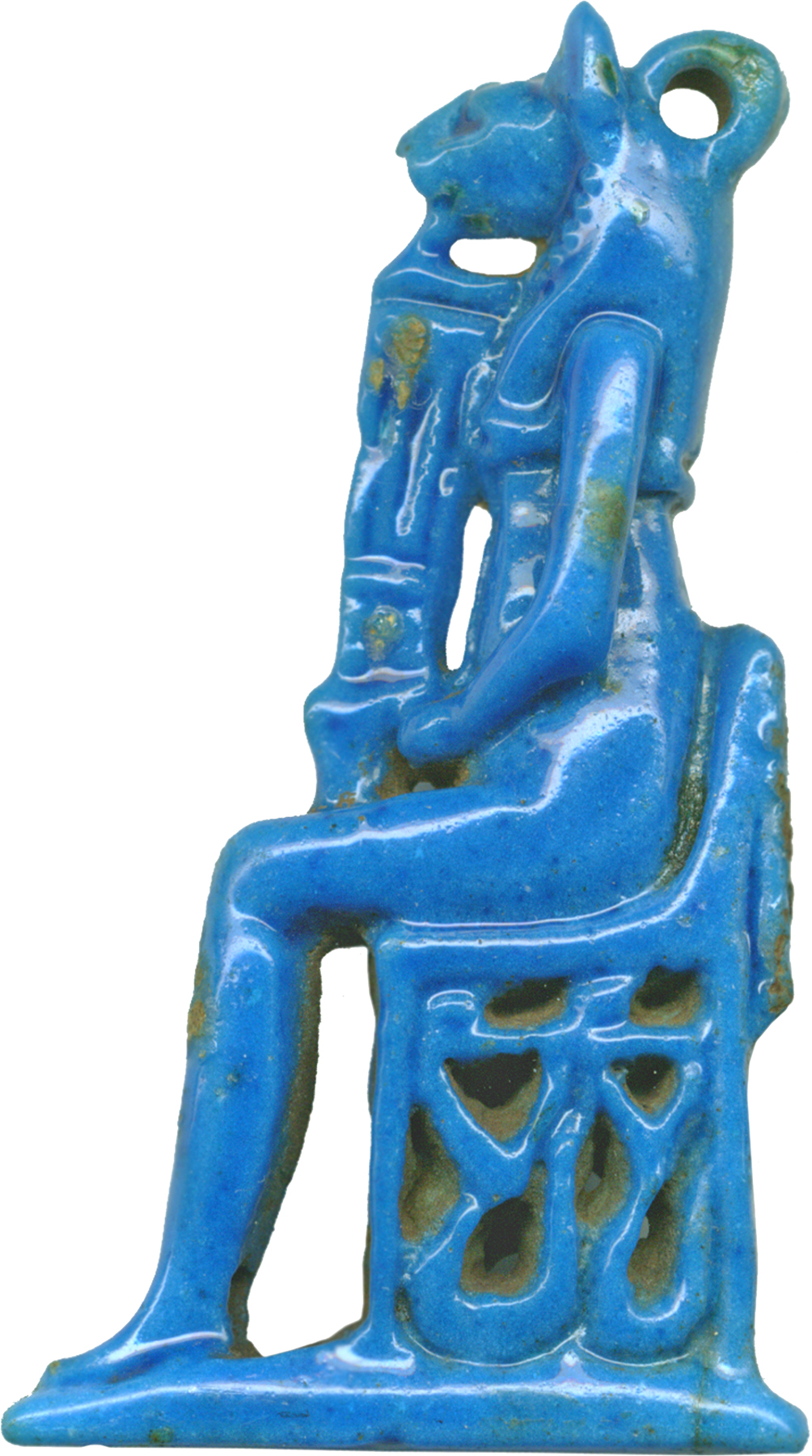
Амулет Баст, між 1070 та 730 до н. е.
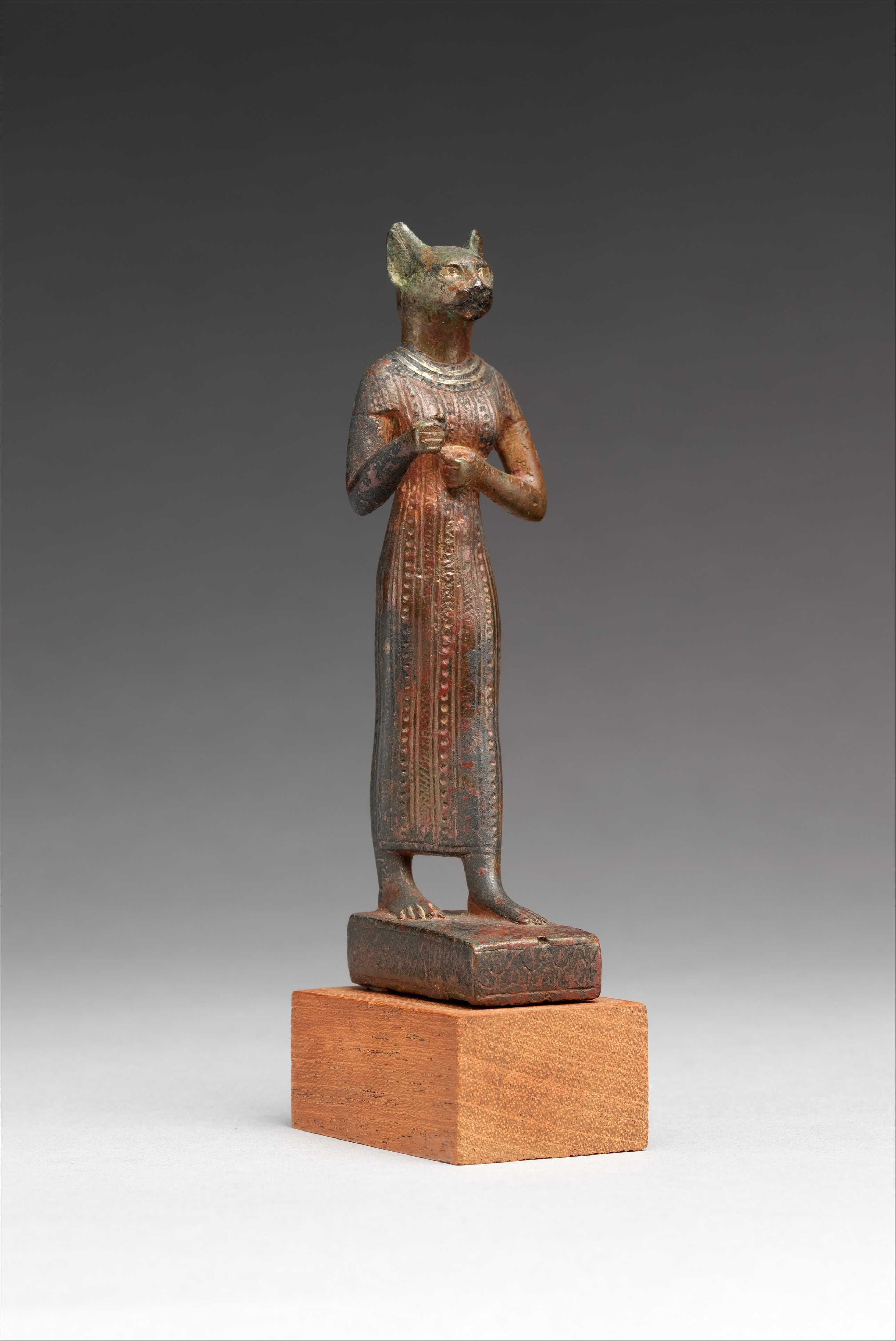
Бронзова статуетка Баст 664—630 рр. до н. е.
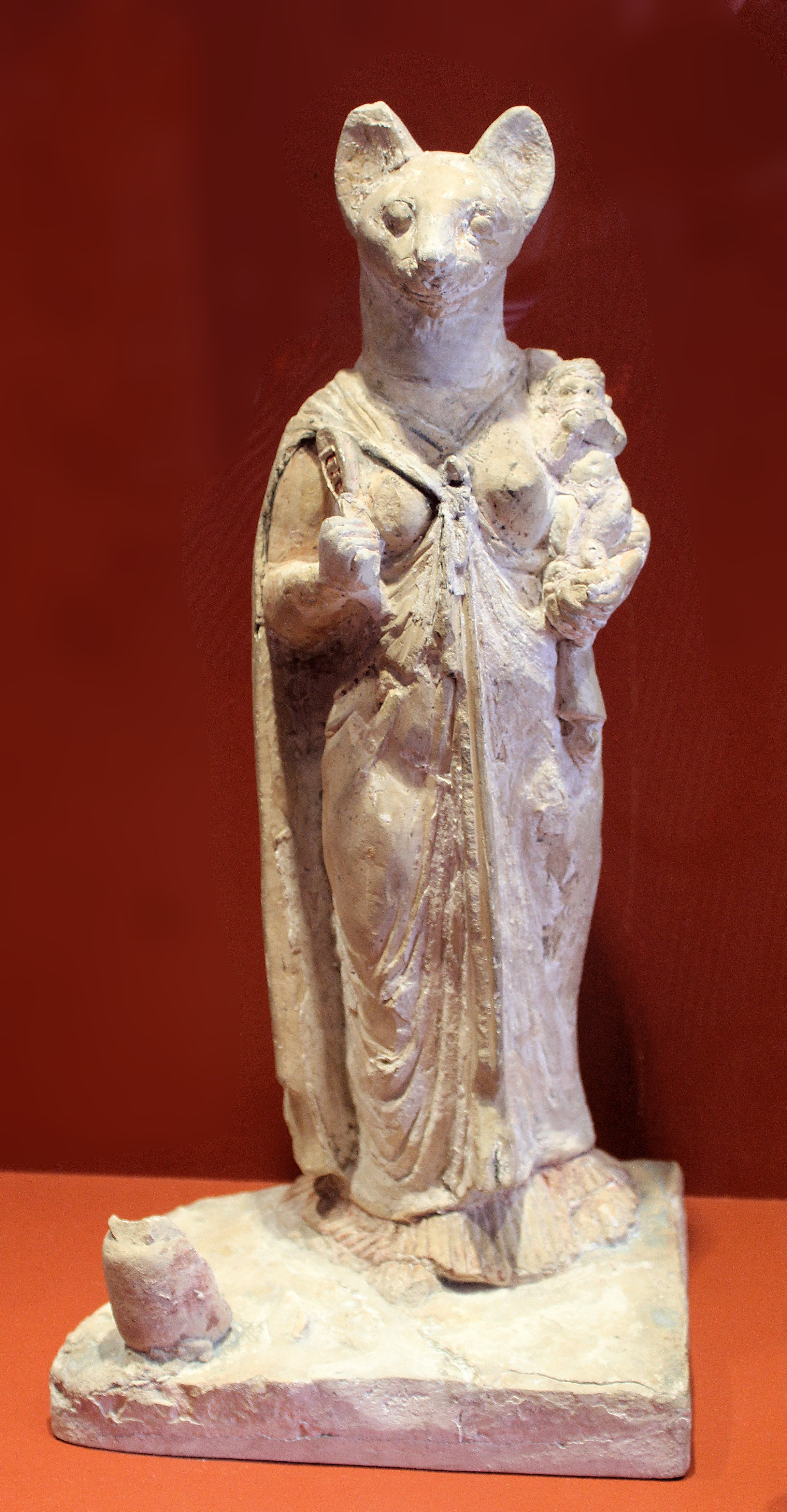
Статуетка Баст елліністичної доби